# Roger Laurent
Roger Laurent, belgijski dirkač Formule 1, * 21. februar 1913, Liège, Belgija, † 6. februar 1997, Uccle, Belgija.
Debitiral je na domači dirki za Veliko nagrado Belgije, kjer je zasedel dvanajsto mesto. Drugič in zadnjič je nastopil iste sezone na dirki za Veliko nagrado Nemčije, kjer je s šestim mestom le za mesto zgrešil uvrstitev med dobitnike točk. Umrl je leta 1997.

## Popolni rezultati Formule 1
(legenda) (odebeljene dirke pomenijo najboljši štartni položaj, poševne pa najhitrejši krog, †-uvrščen kljub odstopu)
| Leto | Moštvo               | Šasija      | Motor              | 1   | 2   | 3      | 4   | 5  | 6     | 7   | 8   | Prv | Toč |
| ---- | -------------------- | ----------- | ------------------ | --- | --- | ------ | --- | -- | ----- | --- | --- | --- | --- |
| 1952 | HW Motors Ltd.       | HWM         | Alta Straight-4    | ŠVI | 500 | BEL 12 | FRA | VB |       |     |     | -   | 0   |
| 1952 | Ecurie Francorchamps | Ferrari 500 | Ferrari Straight-4 |     |     |        |     |    | NEM 6 | NIZ | ITA | -   | 0   |